# Runaway Brain
Runaway Brain (Mickey: fuga de cerebros en Hispanoamérica y Mickey y su cerebro en apuros en España) es un cortometraje de comedia y terror de animación de ciencia ficción de 1995 producido por Walt Disney Feature Animation. Con Mickey Mouse y Minnie Mouse como protagonistas, el corto se centra en Mickey intentando ganar dinero para pagar un regalo de aniversario para Minnie. Se postula como asistente de laboratorio para el Dr. Frankenollie, pero descubre que está buscando un donante para cambiar de cerebro con el monstruo que creó. Con la animación del animador Andreas Deja, y dirigido por Chris Bailey. El estreno tuvo lugar el 11 de agosto de 1995 como prólogo de la película A Kid in King Arthur's Court. Fuera de Estados Unidos, fue proyectada en 1996 antes de A Goofy Movie, y lo mismo pasó en 1999 en Australia antes de Toy Story 2. Sería el último corto animado teatral original de Mickey Mouse hasta Get a Horse! en 2013.
Aunque recibió una recepción mixta por parte del público, el corto fue nominado para el Premio de la Academia al Mejor Cortometraje de Animación en la 68.ª edición de los Premios Óscar, perdiendo ante el corto de Wallace y Gromit A Close Shave. Se han hecho referencias posteriores a la caricatura en medios relacionados con Disney, como el videojuego Kingdom Hearts 3D: Dream Drop Distance, donde Julius es uno de los enemigos.

## Argumento
En una noche oscura y tormentosa, Minnie llega a casa Mickey, a quien encuentra a jugando un videojuego de Snow White and the Seven Dwarfs, y se enfurece porque él ha olvidado que esa noche es el aniversario de su primera cita. A Mickey se le ocurre la idea de última hora de llevarla a un campo de golf en miniatura y le muestra un anuncio en el periódico, pero en cambio, Minnie se da cuenta de otro anuncio de un viaje a Hawái, que cuesta $ 999,99, y lo confunde con el regalo de Mickey. Mickey se preocupa por cómo puede ganar suficiente dinero para el viaje cuando Pluto le muestra un anuncio para trabajar con un científico loco llamado Dr. Frankenollie por un día de "trabajo sin sentido" que pagaría la cantidad de dinero que Mickey necesita.
Al llegar a la casa del Dr. Frankenollie, Mickey cae por una trampilla al laboratorio de Frankenollie, el médico revela un plan para cambiar el cerebro de Mickey con el de su enorme monstruo, Julius ("Julio" en Hispanoamérica). El experimento provoca una explosión que mata a Frankenollie, pero la transferencia de cerebro es un éxito, con la mente de Mickey terminando en el cuerpo gigante de Julius, y Julius controlando el cuerpo de Mickey.
El tonto y loco Julius encuentra la billetera de Mickey y se da cuenta de una foto de Minnie, de quien instantáneamente se enamora. Él escapa del laboratorio y encuentra a Minnie mientras ella está comprando trajes de baño, Minnie inmediatamente confunde a Julius con Mickey. Mickey llega en el cuerpo de Julius para salvar a Minnie, pero Minnie se aterroriza por su apariencia y grita pidiendo ayuda, hasta que Mickey la convence de quién es y la coloca en lo alto de un rascacielos.
Julius continúa persiguiendo a Minnie, lo que lleva a una batalla entre Mickey y Julius durante la cual aterrizan en una línea telefónica y son electrocutados, volviendo sus mentes a sus cuerpos originales. Mickey continúa luchando contra Julius, los dos llegan a la cima de la torre, donde Mickey logra rescatar a Minnie y atar a Julius con una cuerda. Mickey usa una valla publicitaria enorme para una escapada de vacaciones en Hawái para suspender a Julius sobre las calles de la ciudad, con el gigante tambaleándose arriba y abajo como un yo-yo.
Finalmente, Mickey y Minnie viajan juntos a Hawái en un bote inflable tirado por Julius mientras él nada tras la foto de Minnie en la billetera de Mickey, que está unida a un hilo de pescar sostenido por Mickey.

## Reparto
- Wayne Allwine como Mickey Mouse[3]
- Russi Taylor como Minnie Mouse[3]
- Kelsey Grammer como Dr. Frankenollie[3]
- Jim Cummings como Julius[3]
- Bill Farmer como Pluto[3]

## Producción
Después de celebrar el 60 aniversario de Mickey Mouse en 1988, Disney buscó nuevos proyectos animados con el personaje, y el animador Chris Bailey dijo que “si eras director o parte del desarrollo, si estabas entre asignaciones, se te pedía que desarrollaras cortos de Mickey, aunque solo en El príncipe y el mendigo había visto producción antes de su proyecto. Al principio, Bailey vio la aprobación del presidente del estudio, Jeffrey Katzenberg y de los ejecutivos de Disney Animation, Thomas Schumacher y Peter Schneider, con respecto a la reelaboración de una idea que tenía para un cortometraje de Roger Rabbit, "Tourist Trap", con Mickey y el Pato Donald yendo de vacaciones, y Donald intentando matar a su amigo, pero después de una presentación fallida del Guion gráfico, se lanzó Runaway Brain. A Jim Beihold se le asignó el diseño, Ian Gooding se desempeñó como director de arte y Andreas Deja continuó animando a Mickey después de hacerlo en ¿Quién engañó a Roger Rabbit? y El príncipe y el mendigo, mientras desarrollaba la versión monstruosa que poseía Julius basada en los bocetos de Bailey. Disney Animation France, que acababa de terminar A Goofy Movie, recibió el trabajo de animación. Mientras el equipo estaba en Francia, Katzenberg dejó Disney para crear DreamWorks, dejando a Bailey sin uno de los ejecutivos que más apoyó sus ideas. Si bien la primera proyección del cortometraje para los ejecutivos, en su mayoría completado, fue un éxito, Schumacher y Schneider ordenaron muchos cambios que cortarían escenas y requerían que otras se animaran nuevamente en Francia. Estos incluyeron no tener al monstruoso Mickey babeando, tonificar la electrocución de Mickey para que sea más caricaturesca y tener el final con Julius persiguiendo una "efigie de Minnie" hecha de almohadas en lugar de que él persiga la imagen de la billetera.

## Estreno y recepción
En términos de recepción general, la naturaleza macabra de la trama de la animación generó críticas de algunos fanáticos de Disney debido al contraste con el tono previamente ligero de los dibujos animados de Mickey Mouse. Andy Mooney, entonces presidente de la unidad de productos de consumo de Disney, comentó a Los Angeles Times en 2003 que "el hecho mismo de que Mickey estuviera poseído era muy perturbador" para algunas audiencias, aunque el personaje "lo supera".
La película se proyectó fuera de competición en el Festival Internacional de Cine de Cannes de 1996. Fue lanzado por primera vez en Norteamérica el 11 de agosto de 1995, con A Kid in King Arthur's Court, luego el 12 de septiembre de 1996, con El jorobado de Notre Dame en Australia y el 18 de octubre de 1996, adjunto a A Goofy Movie en el Reino Unido. El corto iba a ser relanzado con 101 dálmatas, que se envió a los cines con el corto adjunto en 1996, pero Disney pidió a los propietarios de los cines que cortaran el corto de todas las copias y lo reemplazaran con avances de las próximas películas de Disney, incluido Hércules y George of the Jungle. La caricatura fue nominada al Premio de la Academia al Mejor Cortometraje de Animación en la 68.ª edición de los Premios Óscar, y terminó perdiendo ante A Close Shave, protagonizada por Wallace y Gromit.